# Tonna sulcosa
Tonna sulcosa is een in zee levende slak uit de familie van de Tonnidae.
De soort komt voor in de Indische Oceaan en het westelijk deel van de Grote Oceaan. Hij kan een lengte bereiken van 120 mm. Het huisje is wit met bruine banden heeft zeven windingen met platte ribbels op ongelijke afstand en van ongelijke breedte.